# نخت‌انبو یکم
نخت‌اِنبو یکم با نام اصلی نخت‌نبف (مصری باستان: Nḫt-nb.f) (حکومت از ۳۷۹/۳۸۰ تا ۳۶۰/۳۶۱ پیش از میلاد)، بنیانگذار و نخستین فرعون دودمان سی‌اُم مصر، آخرین دودمان بومی مصر باستان بود.
وی پدربزرگ نکتانبو دوم، سومین و آخرین فرعون دودمان سی‌اُم مصر می‌باشد.